# Alternative Investments
Alternative Investments sind Kapitalanlagen, die nicht zu den traditionellen Finanzprodukten gehören.

## Allgemeines
Traditionelle Finanzprodukte sind beispielsweise Sichteinlagen, Spareinlagen, Termingelder, Spar(kassen)briefe und -obligationen bei Kreditinstituten oder Anleihen anderer Emittenten (Standardanleihen bei Unternehmensanleihen, Staatsanleihen, auch Hochzinsanleihen), Aktien, Edelmetalle, Immobilien oder auch Lebensversicherungen. Sie alle werden nach dem Finanzrisiko in bestimmte Anlageklassen kategorisiert, die der Risikobereitschaft eines Anlegers entsprechen (Risikoklasse).
Darüber hinaus haben sich Anlageformen etabliert, die meist nicht durch Kreditinstitute vertrieben (Bankgeschäfte) oder vermittelt (Anlagevermittlung) werden und deshalb auch oft keiner Bankenaufsicht unterliegen. Sie sind keiner behördlichen Bankenregulierung unterworfen, so dass kein Anleger-, Gläubiger- oder Verbraucherschutz besteht. Alternative Investments waren in Deutschland bis ins Jahr 2000 praktisch unbekannt. Würde man sie einer Anlageklasse zuordnen, gehörten sie in die schlechteste Klasse, mit der ein Totalverlust verbunden sein kann.
Alternative Investments orientieren sich nicht an Indizes (Benchmark), sondern sind – bei jeder Marktentwicklung – auf stetige Gewinne ausgerichtet.

## Arten
Als alternative Investments kommen vor allem in Frage:
| Private Equity | Hedgefonds                                                | Sonstige |
| --- | --------------------------------------------------------- | --- |
| Buy-out, Expansionsfinanzierung, Mezzanine-Kapital, Spezialfinanzierung (Flugzeugfinanzierung, Schiffsfinanzierung), Wagniskapital | Long/short, Global macro, Managed Futures, Relative Value | Immobilien: Wohnimmobilien, Gewerbeimmobilien, Real-Estate-Investment-Trust; Natur: Edelsteine, Solartechnik, Wald, Wasserenergie, Windenergie; Handelswaren: Commodities, Rohstoffe; Portfolien: Credit Funds, forderungsbesicherte Wertpapiere, Distressed Debt |

Umstritten ist, ob Immobilien oder die Schiffsfinanzierung als alternative Anlageformen anzusehen sind oder ob sie noch zu den klassischen Anlagen gehören. Manche Autoren zählen auch Edelmetalle, Sammlerwerte (Briefmarkensammlungen, Kunstwerke oder Münzsammlungen) oder Wetterderivate zu den alternativen Anlageformen.

## Rechtsfragen
Alternative Investments werden vor allem von Alternativen Investmentfonds (AIF) bevorzugt. Diese AIF unterliegen den Bestimmungen das Kapitalanlagegesetzbuchs (KAGB). Einem Rundschreiben der BaFin zufolge dürfen Kapitalverwaltungsgesellschaften auch Gelddarlehen gewähren, soweit dies im Rahmen eines Portfoliomanagements geschieht. AIF-Kapitalverwaltungsgesellschaften dürfen im Rahmen der kollektiven Vermögensverwaltung ein Gelddarlehen nur gewähren, wenn dies auf Grund der Verordnung (EU) Nr. 345/2013, der Verordnung (EU) Nr. 346/2013, der Verordnung (EU) 2015/760 des Europäischen Parlaments und des Rates vom 29. April 2015 über europäische langfristige Investmentfonds, § 3 Abs. 2 in Verbindung mit § 4 Abs. 7 Gesetz über Unternehmensbeteiligungsgesellschaften (UBGG), §§ 240 KAGB, § 261 Abs. 1 Nr. 8 KAGB, § 282 Abs. 2 Satz 3 KAGB, § 284 Abs. 5 KAGB oder § 285 Abs. 2 oder Abs. 3 KAGB erlaubt ist (§ 20 Abs. 9 KAGB).
Als AIF gelten gemäß § 1 Abs. 3 KAGB alle Investmentvermögen, die keine „Organismen für gemeinsame Anlagen in Wertpapieren“ (OGAW) sind. Demnach muss bei einem AIF das Investmentvermögen aus Vermögen bestehen, das keine Wertpapiere enthält. Das KAGB sieht vor, dass Gelddarlehen grundsätzlich nur für Rechnung von geschlossenen Spezial-AIF vergeben werden dürfen, also von geschlossenen AIF, deren Anteile nur von professionellen und semiprofessionellen Anlegern – und nicht von Privatanlegern – erworben werden dürfen. Es gilt die Richtlinie 2011/61/EU über die Verwalter alternativer Investmentfonds. Einer Regulierung unterliegen deshalb lediglich die AIF, nicht jedoch die einzelnen Finanzprodukte.

## Merkmale
Alternative Anlageformen weisen viele gemeinsame Merkmale auf und sind nicht-traditionelle Vermögensgegenstände mit aussichtsreichem Economic Value Added, die nicht zu einem typischen Portfolio gehören. Klassische Bewertungsmethoden sind auf diese meist nicht anwendbar, so dass Investoren einen langfristigen Planungshorizont benötigen. Die meisten alternativen Anlageformen weisen eine geringe Liquidierbarkeit (oder sind illiquide) und beim Kauf relativ hohe Transaktionskosten auf. Nicht alle Marktdaten sind stets verfügbar, so dass die Informationen über Risiko und Rendite unvollständig sein können. Deshalb bedürfen viele dieser Anlageformen einer Due-Diligence-Prüfung oder eingehenden Finanzanalyse.

## Anlage- und Risikoklasse
Der Anlegerschutz besteht darin, dass geschlossene Alternative Investmentfonds (AIF) nicht durch Privatanleger erworben werden dürfen. Auch Einzelrisiken in alternativen Investments kommen im Regelfall nur für institutionelle Anleger mit hoher Risikofreude in Frage. Bei der Asset Allocation ist dann darauf zu achten, dass eine gute Risikodiversifizierung mit vertretbarer Risikomischung durch hohe Granularität bei vertretbarem Klumpenrisiko vorhanden ist.
Alternative Investments gehören in die schlechteste Anlageklasse, weil sie hohes Finanzrisiko, hohe Volatilität und geringe Liquidierbarkeit aufweisen. Das gilt auch für die Risikoklasse, denn nur risikofreudige Anleger sollten dieses Finanzprodukt wählen. Dabei ist Privatanlegern die Kapitalanlage in geschlossenen AIF verwehrt, sie dürfen aus Gründen des Anlegerschutzes nur Einzelrisiken erwerben.